# 나딤 샤케르
나딤 샤케르 살림(아랍어: ناظم شاكر سالم‎, 1958년 12월 18일 ~ 2020년 9월 11일)은 이라크의 축구 선수·감독이다. 1978년부터 1986년까지 8년 동안 이라크 축구 국가대표팀에서 수비수로 활동했으며, 멕시코에서 개최된 1986년 FIFA 월드컵 본선에 참가했다. 감독으로서는 30년 동안 십여개의 팀을 지도했다. 2020년 9월 11일에 아르빌의 병원에서 코로나19로 사망했다.